# Бизја
Бизја (фр. Biziat) је насељено место у Француској у региону Рона-Алпи, у департману Ен (Рона-Алпи).
По подацима из 2011. године у општини је живело 807 становника, а густина насељености је износила 70,3 становника/km².

## Демографија
| 1962. | 1968. | 1975. | 1982. | 1990. | 2011. |
| ----- | ----- | ----- | ----- | ----- | ----- |
| 502   | 518   | 533   | 561   | 574   | 807   |